# 益陽オリンピック・スポーツセンター・スタジアム
益陽オリンピック・スポーツセンター・スタジアム（えきようオリンピック・スポーツセンター・スタジアム、簡体字中国語: 益阳奥林匹克体育中心体育场、略称：益陽奥体中心体育場）は、中華人民共和国の湖南省益陽市にある多目的スタジアム。

## 概要
益陽オリンピック公園 (簡体字中国語: 益阳奥林匹克公园) 内にある。収容人数は30,000人。主にサッカーの試合に用いられる。
現在、中国サッカー・甲級リーグに所属する湖南湘濤がホームスタジアムとして利用している。隣には室内競技全般に使用可能な体育館と水泳プールが隣接している。

## 交通アクセス
中国国鉄石長線の益陽駅から北東へ徒歩約10分。